# Song Suk-woo
Song Suj-woo (in hangŭl: 송석우; 1º marzo 1983) è un ex pattinatore di short track sudcoreano.

## Carriera
In carriera può vantare l'oro olimpico vinto a Torino 2006 quando, assieme ai connazionali, giunse sul primo gradino del podio nella staffetta 5000 metri.

## Palmarès

### Olimpiadi
- 4 medaglie:
  - 3 ori (3000 m e 5000 m staffetta a Misawa 2003, 5000 m staffetta a Torino 2006).
  - 1 bronzo (500 m staffetta a Misawa 2003).

### Mondiali
- 8 medaglie:
  - 2 ori (500 m e 5000 m staffetta a Göteborg).
  - 3 argenti (1500 m a Varsavia 2003, classifica generale e 3000 m a Göteborg 2004).
  - 4 bronzi (classifica generale, 500 m e 3000 m a Varsavia 2003, 1500 m a Göteborg 2004).

### Mondiali a squadre
- 3 medaglie:
  - 2 ori (San Pietroburgo 2005, Montréal 2006)
  - 1 argento (Sofia 2003)